# Aeschynomene lorentziana
Aeschynomene lorentziana là một loài thực vật có hoa trong họ Đậu. Loài này được Bacigalupo & Vanni miêu tả khoa học đầu tiên.